# Falsotubinella
Falsotubinella es un género de foraminífero bentónico considerado un sinónimo posterior de Tubinella de la subfamilia Tubinellinae, de la familia Hauerinidae, de la superfamilia Milioloidea, del suborden Miliolina y del orden Miliolida. Su especie tipo era Falsotubinella funalis. Su rango cronoestratigráfico abarcaba el Holoceno.

## Clasificación
Falsotubinella incluía a las siguientes especie y subespecies:
- Falsotubinella funalis
  - Falsotubinella funalis inornata
  - Falsotubinella funalis nitens